# Bulusan (municipio)
Bulusan es un municipio filipino de cuarta clase, perteneciente a la provincia de Sorsogón, en la región de Bicolandia.

## Geografía
Bulusan alberga el monte del mismo nombre, que es el pico más alto de la provincia de Sorsogón. Este volcán activo es la pieza central del parque natural del Volcán Bulusán, que cubre un área terrestre de 3672 hectáreas. Al pie de la montaña se encuentra el lago homónimo, de cráter y rodeado por un denso bosque verde y un camino de cemento.

## Historia
Hacia mediados del siglo XIX, el lugar, por entonces perteneciente a la provincia de Albáy, tenía contabilizada una población de 6490 habitantes, repartidos en 1082 casas. Aparece descrito en el primer volumen del Diccionario geográfico, estadístico, histórico de las Islas Filipinas (1850) de Manuel Buzeta Núñez y Felipe Bravo con las siguientes palabras:

BULUSAN: pueblo, que forma jurisd. ecl. con Magnoc, y tiene cura y gobernadorcillo, en la isla de Luzon, prov. de Albay, dióc. de Nueva-Cáceres: sit. en los 127° 48' long., y los 12° 46' lat., en la costa oriental de la isla, á la orilla der. de un r., que nace en las mas altas vertientes orientales del monte, en que aparece el volcan del mismo nombre del pueblo. Disfruta este de buena ventilacion, y su clima es templado y saludable. Tiene con sus diferentes barrios ó anejos como unas 1,082 casas de sencilla construccion, distinguiéndose por ser de mejor fábrica la parroquial y la llamada tribunal: hay cárcel, y escuela de primeras letras, dotada de los fondos de comunidad, á la que concurren varios alumnos; é igl. parr. de buena fábrica, servida por un cura secular. Próximo á la igl. se halla el cementerio en buena situacion y bien ventilado. Se comunica con los pueblos inmediatos por medio de buenos caminos, y recibe el correo semanal de la isla. term.: confina por E. con el mar; por S. con Magnoc, que se halla como á unas 4 leg. escasas; por O. con las fragosidades del monte, en cuya cúspide se halla el volcan mencionado, distante del pueblo como unas 2 leg.; por N. O. con Juban, y Casiguran á 3 ¾ leg., separando sus jurisd. una encumbrada cordillera, y por N. con Gubat á 3 y ¾. Tiene buenos montes en los cuales se producen escelentes maderas de construccion, banava, molavin, gogo, ébano, sibucao, nito, y toda clase de bejucos: hay abundante caza mayor y menor; y tambien se recoge en ellos mucha miel y cera. De estos montes se desprenden numerosos rios que, aunque de escaso caudal, fertilizan amenos valles, en los cuales tiene numerosos barrios ó anejos la pobl. prod. arroz, maiz, caña dulce, cocos, mongos, abacá, añil, ajonjoli, etc. Los habitantes se ocupan en la agricultura y beneficio de sus productos; las mugeres fabrican varias telas, entre ellas escelentes sinamays. pobl. 6,490 alm., 1,208 trib., que ascienden á 12,080 rs. plata, equivalentes á 30,200 rs. vn.
(Buzeta y Bravo, 1850, p. 418)

En 2020, tenía censados 23 932 habitantes.